# Squamish (fleuve)
Pour les articles homonymes, voir Squamish.
La Squamish (Squamish River en anglais) est un fleuve côtier relativement court (80 km) mais très large, drainant un complexe de bassins dans la Chaîne Côtière (Coast Mountains) juste au nord de la ville de Vancouver dans la province de Colombie-Britannique au Canada. Elle se jette dans le Howe Sound à la hauteur de la ville de Squamish. Ses principaux affluents sont la Cheakamus (Cheakamus River), l'Elaho et la Mamquam River.

## Écosystèmes
L'estuaire du fleuve Squamish au fond de la baie Howe est un écosystème important pour la sauvegarde des oiseaux au Canada. Les oiseaux marins y passent l'hiver en colonies particulièrement nombreuses, tandis que trois milliers de pygargues à tête blanche y sont attirés au milieu de l'hiver par le saumon kéta qui effectue sa montaison locale.
Un organisme officiel, le Squamish Estuary Management Plan (SEMP), créé en 1999, est chargé de sa gestion et de sa protection. Le 19 avril 2008, après une vingtaine d'années d'étude du SEMP, l'estuaire est devenue officiellement une réserve protégée sous le nom de Squamish Estuary Wildlife Management Area.

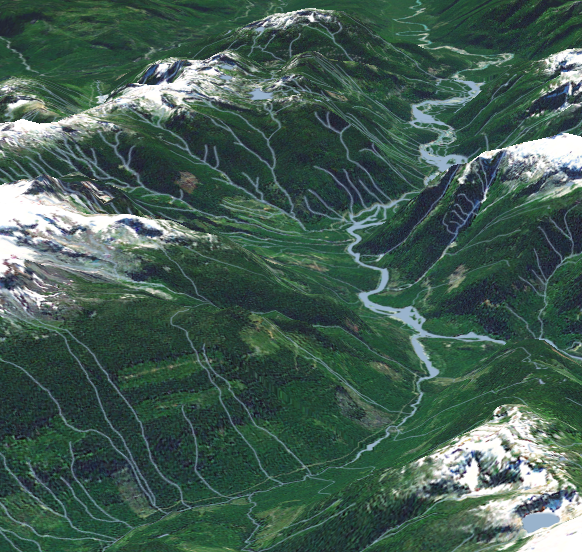
Vue du nord de la vallée de la Squamish et de ses premiers affluents, dont la rivière Elaho sur la droite. Sur la gauche, le mont Cayley.